# منتدى الديمقراطية الإفريقي
منتدى الديمقراطية الإفريقي (ADF)، هو شبكة إقليمية من المنظمات التي تركز على الديمقراطية، وحقوق الإنسان، والحكم في إفريقيا. ويعتبر منتدى الديمقراطية الإفريقي شبكة إقليمية من الحركة العالمية للديمقراطية، وهي شبكة من منظمات من جميع أنحاء العالم للدفاع عن الديمقراطية. وهناك أكثر من 450 من الأفراد والمنظمات المشاركة في أنشطة منتدى الديمقراطية الإفريقي (ADF). ويستخدم هذا المنتدى القوة والمعرفة المستمدة من أعضائه لإنشاء شبكة قوية من الاتصالات. ويضم أعضاءً روادًا في مجال حقوق الإنسان والديمقراطية قادرين على استخدام خبراتهم لتعليم الآخرين.

## أهداف منتدى الديمقراطية الإفريقي
يسعى منتدى الديمقراطية الإفريقي لإمداد الديمقراطيين بفرصة التعبير عن آرائهم، وأن يكون منبرًا لدعم وموارد متبادلة في محاولة لتعزيز الديمقراطية بإفريقيا. يعمل منتدى الديمقراطية الإفريقي لرصد الديمقراطية في القارة، وحماية الديمقراطيين، ودعم تطوير تكنولوجيا المعلومات في إفريقيا، وتشارك مهارات التأييد، وتدريب أعضاء الشبكة، وإنشاء والحفاظ على حوار مع زعماء الدول، وتمكين الأفراد على المستوى الشعبي، وتشجيع منظمات المجتمع المدني في مناطق النزاع على استخدام منتدى الديمقراطية الإفريقي للحصول على دعم.

## أنشطة منتدى الديمقراطية الإفريقي
تركز الاجتماعات العامة لمنتدى الديمقراطية الإفريقي على تجميع أعضائه سويًا لتطوير إستراتيجيات المجتمع المدني لمعالجة قضايا محددة، مثل انتخابات ما بعد النزاع، والتربية الديمقراطية، ورصد انتهاكات حقوق الإنسان، ومكافحة الفساد. ويعقد منتدى الديمقراطية الإفريقي أيضًا المؤتمرات وورش العمل المتعلقة بالديمقراطية في حالات ما بعد النزاع، والمشاركة السياسية للمرأة في إفريقيا. كما أنشأ منتدى الديمقراطية الإفريقي برامج تدريبية حول «تكنولوجيا المعلومات والاتصالات»، و«القيادة الديمقراطية وحل النزاعات»، و«الحركة السلمية». كما تصدر المنظمة أيضًا من وقت لآخر بيانات تتعلق بالقضايا التي تؤثر على التنمية الديمقراطية في إفريقيا.
وبالإضافة إلى كونه يمثل شبكة إقليمية إفريقية للحركة العالمية للديمقراطية، فإن منتدى الديمقراطية الإفريقي وأعضائه من المنظمات مشتركون في العملية غير الحكومية لمجتمع الديمقراطيات وشبكة مجالس حقوق الإنسان أو

## معلومات تاريخية عن منتدى الديمقراطية الإفريقي
أسس الديمقراطيون في إفريقيا منتدى الديمقراطية الإفريقي في أكتوبر 2000 تحسبًا للجمعية الثانية للحركة العالمية للديمقراطية. وشارك منتدى الديمقراطية الإفريقي في الجمعية في ساو باولو، البرازيل في نوفمبر 2000، حيث شارك 60 مشاركًا من 25 دولة بإفريقيا في ورش العمل وتعاونوا لوضع إستراتيجيات لمزيد من الديمقراطية في إفريقيا. وضع المشاركون في ورشة العمل الإقليمية قائمة شاملة بالأهداف والتكتيكات للمساعدة في توطيد الديمقراطية بإفريقيا، وحددوا بعض القضايا التي تعوق نموها.

### ديربان، جنوب إفريقيا عام 2003
في عام 2003، اجتمع منتدى الديمقراطية الإفريقي في ديربان، جنوب إفريقيا. وفي المؤتمر، ألقت عائشة إمام من نيجيريا، وهي عضوة في اللجنة التوجيهية لمنتدى الديمقراطية الإفريقي، الكلمة الافتتاحية وناقشت أهمية إدخال النساء والفقراء والأقليات في العملية الديمقراطية. وقام كريستوفر لاندسبرغ من جنوب إفريقيا، المدير السابق لمركز أبحاث السياسة، بإلقاء الخطاب الرئيسي على المشاركين. كما تضمن المؤتمر أيضًا ورش عمل تركز على مختلف المناطق الفرعية في القارة وعلى المناطق ذات السياسة المحددة والتي تعتبر مناطق هامة للديمقراطية في إفريقيا

### ديربان، جنوب إفريقيا عام 2004
شارك منتدى الديمقراطية الإفريقي في حركة العالم الثالث للجمعية الديمقراطية في ديربان بجنوب إفريقيا في عام 2004. وتم تقسيم ورشة العمل الإقليمية في الجمعية إلى ثلاث جلسات: التنمية الشاملة لمنتدى الديمقراطية الإفريقي، ومناقشة دستور منتدى الديمقراطية الإفريقي، وانتخاب لجنة لإدارة منتدى الديمقراطية الإفريقي، المعروفة سابقًا باللجنة التوجيهية لمنتدى الديمقراطية الإفريقي. وقدمت لجنة الإدارة مسودة لدستور منتدى الديمقراطية الإفريقي، وفي نهاية الجمعية قدمت لجنة الصياغة التي تم إنشاؤها حديثًا الوثيقة إلى المشاركين. تم قبول المسودة كوثيقة عمل، واتفق المشاركون على مواصلة مناقشة المسودة عبر القائمة البريدية على الإنترنت قبل قبول الصيغة النهائية. وفي نهاية ورشة العمل، انتخب المشاركون أعضاء لجنة الإدارة، مع إيلاء اهتمام شديد للتوازن الإقليمي واللغوي والموازنة بين الجنسين في اللجنة.

### كييف، أوكرانيا عام 2008
في الجمعية الخامسة للحركة العالمية للديمقراطية، اجتمعت اللجنة الإدارية لمنتدى الديمقراطية الإفريقي لاستعراض مسائل تشغيل وإدارة المنظمة. وقررت الجمعية إرسال رئيس اللجنة إلى الأمانة العامة في نيروبي لتقييم استعداد منتدى الديمقراطية الإفريقي للتصدي للتحديات الراهنة التي تواجه أعمال الديمقراطية في إفريقيا. وقد استخدمت اللجنة المعلومات التي تم جمعها لوضع خطة إستراتيجية للمنظمة للسنوات الثلاث المقبلة. وحددت هذه الخطة القضايا والمجالات ذات الأولوية لمنتدى الديمقراطية الإفريقي، وساعدت في تحديد أولويات أنشطة منتدى الديمقراطية الإفريقي في السنوات القادمة.

## دستور منتدى الديمقراطية الإفريقي
بعد مناقشة أولية في عام 2004، ناقش أعضاء منتدى الديمقراطية الإفريقي بالتفصيل التغييرات اللازمة لمشروع الدستور. واعتمد أعضاء المنتدى النسخة النهائية من الوثيقة رسميًا في اجتماعهم في أبريل 2006. ويحدد هذا الدستور هيكلية المنظمة وعضويتها وأنشطتها.

## قيادة منتدى الديمقراطية الإفريقي
تتم قيادة منتدى الديمقراطية الإفريقي من قبل لجنة الإدارة، التي كانت تسمى سابقًا باللجنة التوجيهية. وتنحصر مهام اللجنة في وضع أولويات أنشطة منتدى الديمقراطية الإفريقي، والإشراف على عمل الأمانة العامة للمنتدى ومنسق المنتدى، وتوفير التوجيه للمنسق والأمانة حسب الضرورة، والمساعدة في جمع التبرعات لأنشطة المنتدى. وكما جاء في دستور منتدى الديمقراطية الإفريقي، يتم انتخاب أعضاء لجنة الإدارة من قبل أعضاء المنتدى كل سنتين. أعضاء لجنة الإدارة الحاليون هم:
- هانا فورستر (غامبيا)-الرئيس
- أمينيتو منت المختار (موريتانيا)
- بول جراهام (جنوب إفريقيا)–أمين الصندوق
- شكري إسماعيل (أرض الصومال)
- جواو جميل (غينيا بيساو)
- ماينا كياي (كينيا)–موظف تخطيط
- إرنست بارارو (جمهورية الكونغو الديمقراطية - مقره النرويج)
- جولييت أوميزوك (نيجيريا)
- ديودون زوجنونج (الكاميرون)–الأمين
- فرانسيسكا بومبوكو (جمهورية الكونغو الديمقراطية)*
- ريجنالد ماتشابا هوف (زيمبابوي)*
- أعضاء بحكم المنصب بموجب كونهم أعضاءً إفريقيين في الحركة العالمية للجنة التوجيهية للديمقراطية

## وصلات خارجية
- African Democracy Forum, http://www.africandemocracyforum.org
- Community of Democracies, http://www.ccd21.org/index.htm
- Human Rights Council Network, http://www.see-hrc.net/index.htm
- National Endowment for Democracy, http://www.ned.org
- World Movement for Democracy, http://www.wmd.org